# Paulo César de Oliveira
Paulo César de Oliveira (Cruzeiro, 16 dicembre 1973) è un ex arbitro di calcio brasiliano, internazionale dal 1999 al 2014.

## Carriera
Attivo a livello nazionale dal 1999, è affiliato sia alla CBF che alla FPF. Nel 2002 ha diretto la gara tra Grêmio e Juventude, valevole per i quarti di finale. Nel 2007 è stato eletto miglior arbitro del Brasile. Tra i suoi risultati più rilevanti negli incontri internazionali si annoverano la presenza in dodici edizioni della Copa Libertadores, la direzione di tre incontri valevoli per le qualificazioni ai Mondiali Germania 2006 e Sudafrica 2010 e la finale dei Giochi Panamericani 2007 tra Giamaica under 20 ed Ecuador under 20. Ha inoltre presenziato al Campionato sudamericano di calcio Under-20 2001 e al campionato mondiale di calcio Under-17 dello stesso anno.